# Partit Popular Canari
|  | No s'ha de confondre amb Partit Popular de Canàries. |

Partit Popular Canari (PPC) fou un partit nacionalista canari fundat el 22 d'octubre de 1901 com a Partit Popular Autonomista al local de l'Associació Obrera de Canàries per Secundino Delgado i José Cabrera. Poc després es va presentar a les eleccions municipals de Santa Cruz de Tenerife.
El 1977 es va inscriure al Registre d'Associacions Polítiques, i els seus caps eren Bernardo Cabrera Ramírez i Juan Pedro Dávila García. A les eleccions generals espanyoles de 1977 va obtenir 9.650 vots i no va obtenir representació parlamentària. El 1979, després del Congrés de Bajamar, s'integrà amb el ja existent Partido Nacionalista Canario en un Partido Nacionalista Canario renovat.